# Helianthemum syriacum
Helianthemum syriacum là một loài thực vật có hoa trong họ Nham mân khôi. Loài này được (Jacq.) Dum.Cours. mô tả khoa học đầu tiên năm 1802.

## Hình ảnh

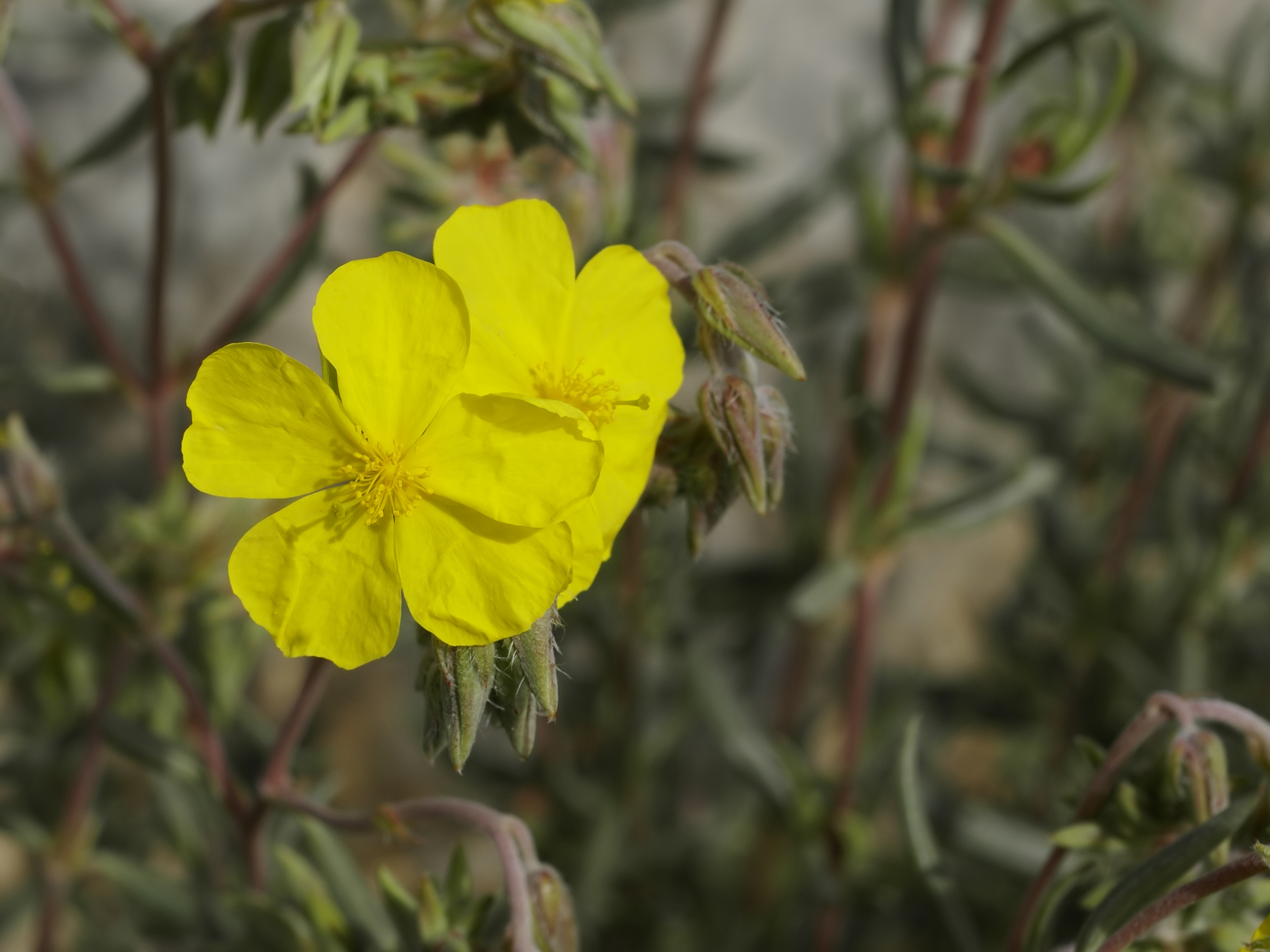
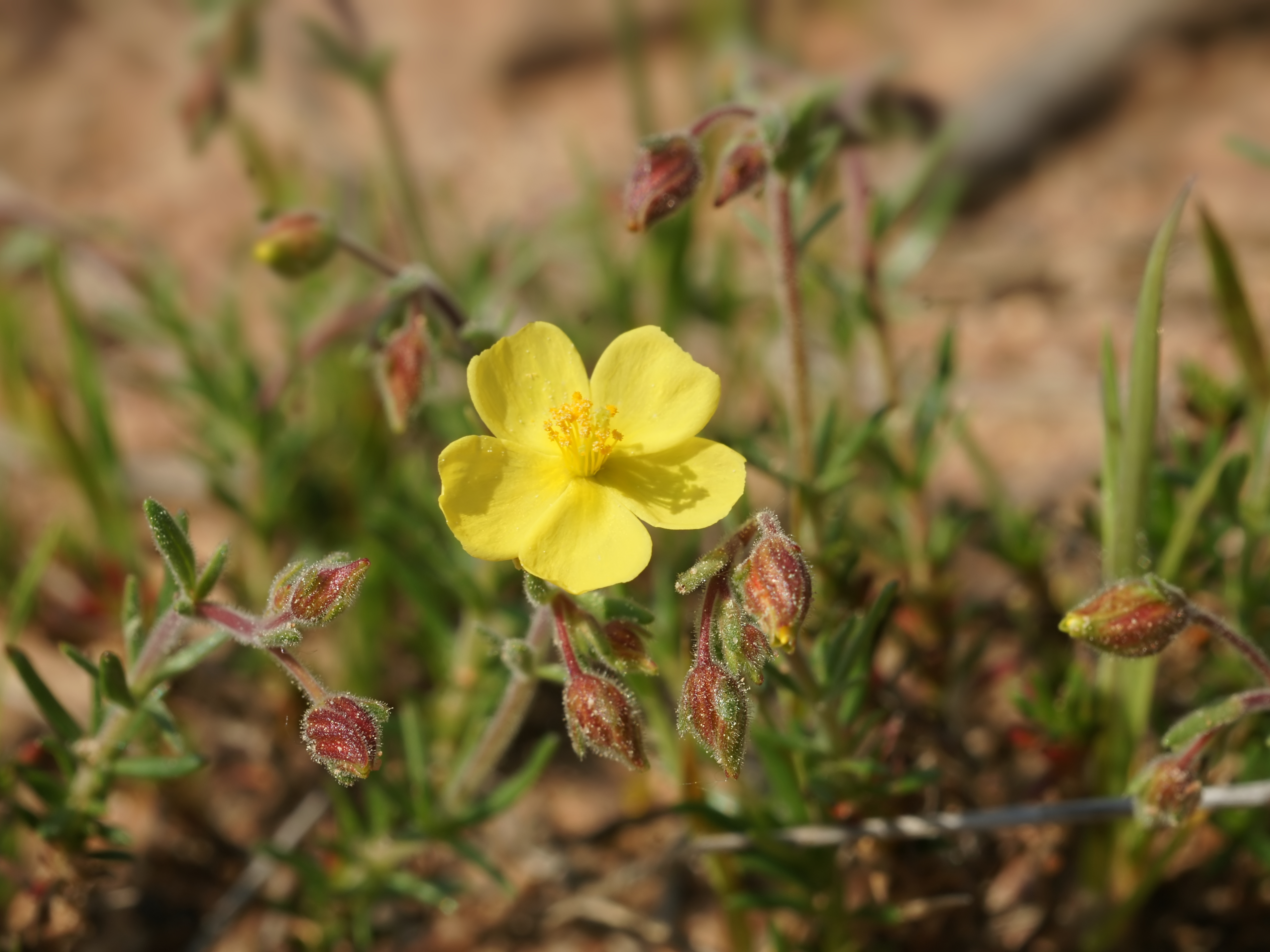
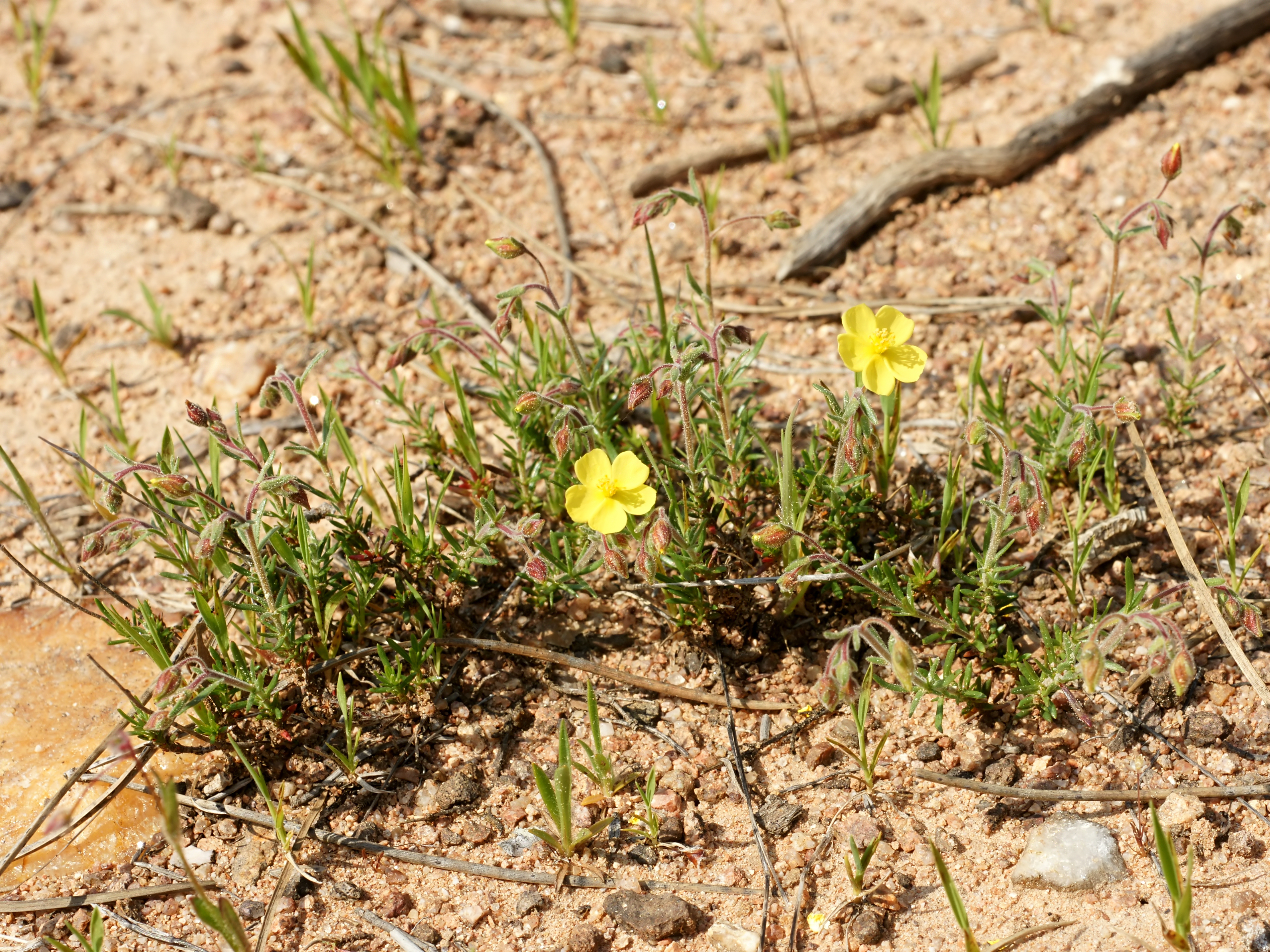
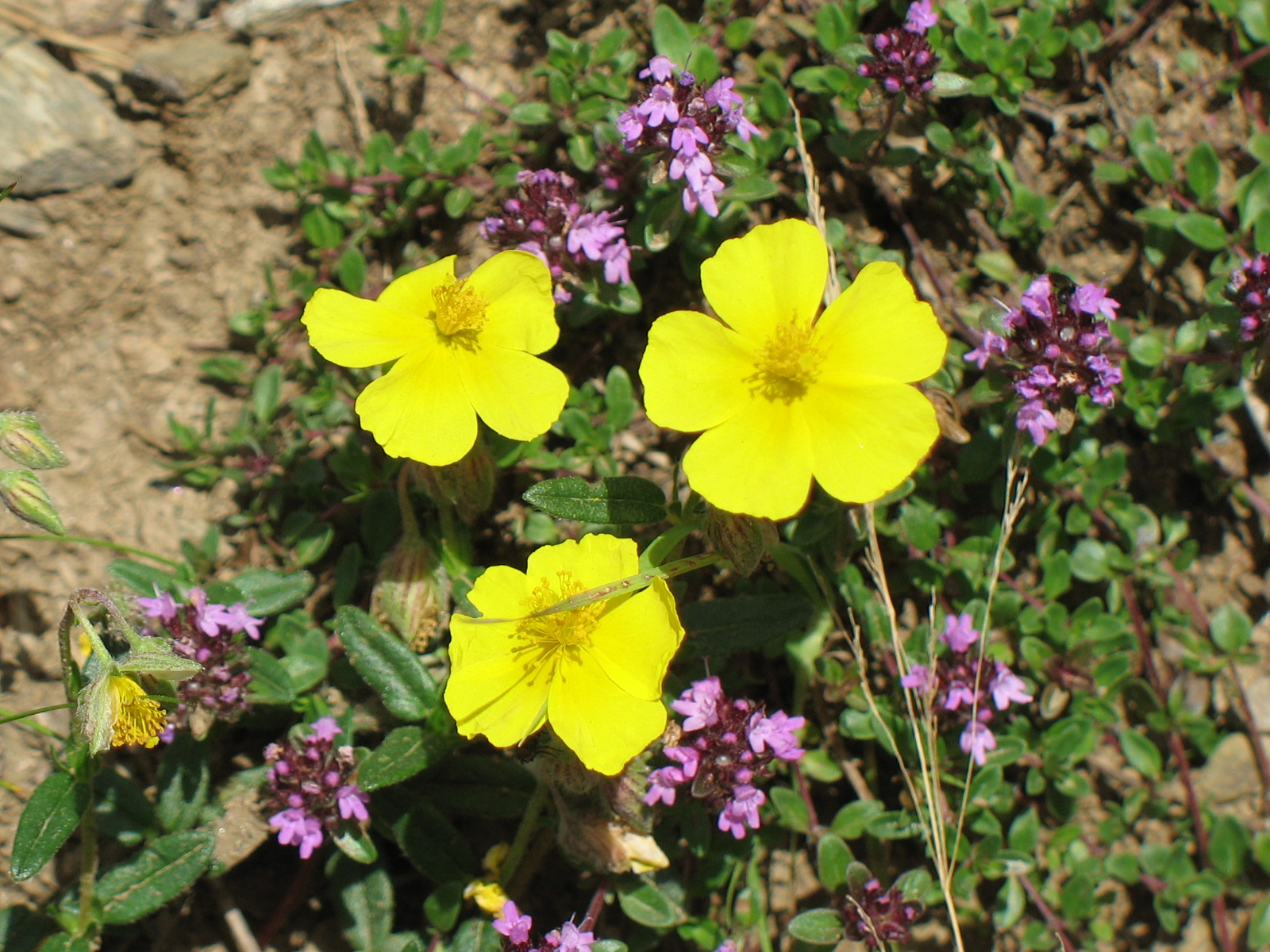